# Magazyn Konfekcyjny Emila Schmechela w Łodzi
Magazyn Konfekcyjny Emila Schmechela – budynek znajdujący się przy ulicy Piotrkowskiej 98 w Łodzi.

## Historia

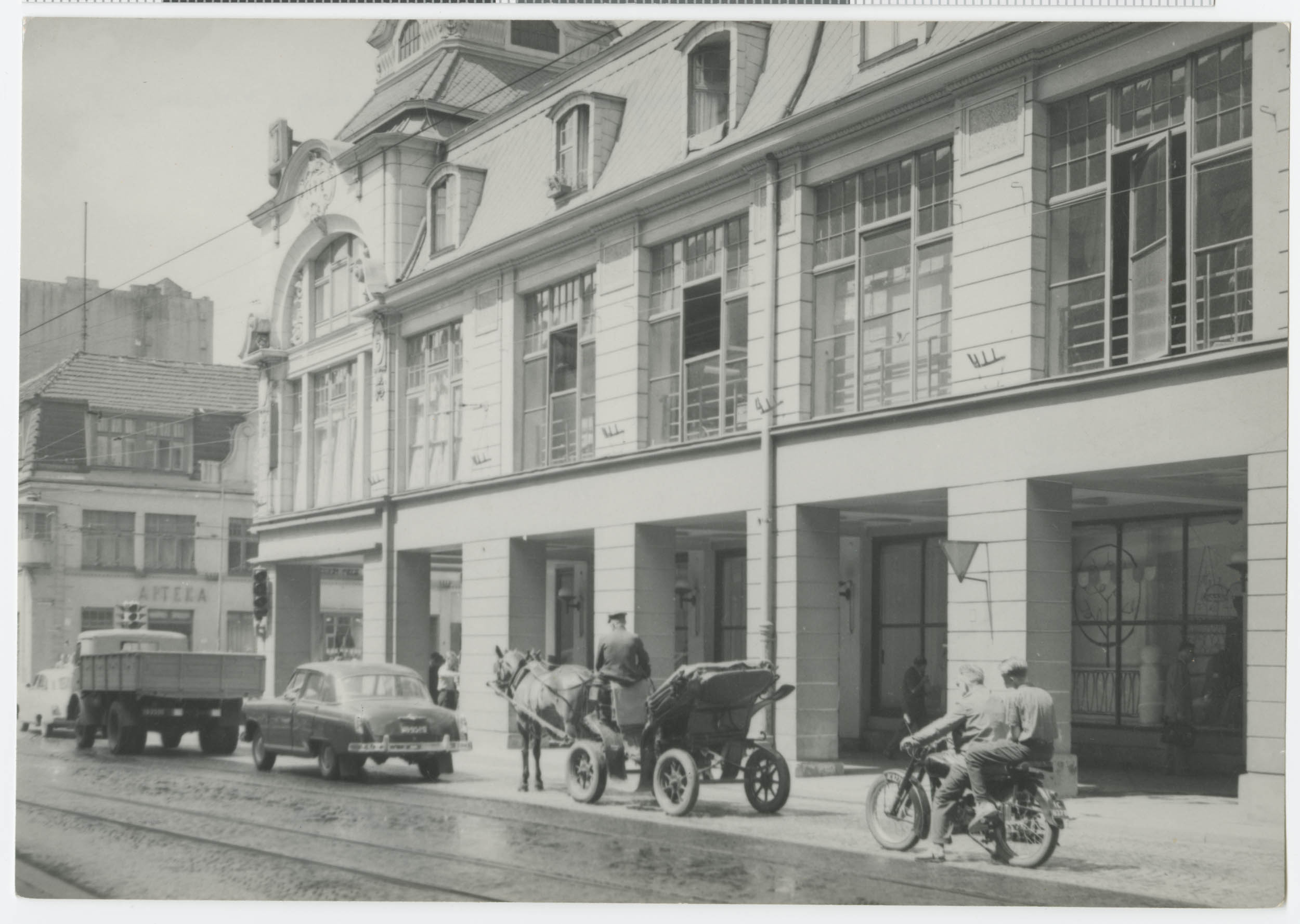
Budynek w latach 50.–60. XX wieku od strony ul. Tuwima (fot. Ignacy Płażewski)

Emil Schmechel przybył do Łodzi ze Zgierza na początku XX wieku i na rogu ulic Piotrkowskiej i Tuwima (ówczesnej ul. Przejazd) otworzył sklep.
Budynek eklektyczny został rozbudowany w 1906 roku, a następnie w 1911 roku. W kartuszu znajdującym się w narożnej wieży widnieje rok 1892 – data założenia firmy.
Od 1961 roku do końca lat 80. XX w. mieścił się tutaj Dom Obuwniczy PDT, tzw. Dom buta.
Budynek wpisany jest do rejestru zabytków pod numerem A/208 z 15.07.1977.

### Pożar
24 maja 1990 roku budynek strawił poważny pożar. Jak się później okazało, sprawcą był 16-letni Andrzej M. Według późniejszych ustaleń, przyznał się, że około godziny 13. przeskoczył ogrodzenie otaczające budynek tuż przy kinie Gdynia, wszedł na ostatnie piętro i w wieżyczce budynku zebrał papiery oraz szmaty, a następnie podpalił. Po minucie na miejscu były pierwsze jednostki straży pożarnej. Ogień zajął resztki stolarki, jaka pozostała w remontowanym budynku, papę i śmieci. W trakcie pożaru przewróciła się najwyższa kondygnacja budynku. Pożar został opanowany w ciągu godziny, jednak budynek doszczętnie spłonął. Podpalacz w tym czasie przeszedł na drugą stronę ulicy Tuwima i w budynku dawnego Zespołu Domu Zgromadzenia Majstrów Tkackich, gdzie mieściło się kino Wisła, wszedł na ostatnie piętro i o godzinie 15.00 podpalił zabrane ze sobą stare worki po cemencie. Podpalacz został ujęty dwie godziny później dzięki zeznaniom naocznych świadków, którzy widzieli go wychodzącego z budynku.
Remont i jednocześnie przebudowę wykonano w połowie lat 90. XX w. wbudowując w starą strukturę kilkukondygnacyjny gmach z elewacją wykonaną ze szkła zwierciadlanego. Jednocześnie zbudowano całkowicie nowe wnętrze. Przez kilka lat mieściła się w nim Galeria Centrum, która na początku XXI wieku została przeniesiona do nowo wybudowanej Galerii Łódzkiej. Od tamtej pory zabytek pozostaje pusty.